# 小笠原美帆
小笠原 美帆（おがさわら みほ、1985年7月1日 - ）は、スタイルコーポレーションに所属していた日本の元レースクイーン、タレントである。
東京都出身。身長：161cm、B-81、W-56、H-83。血液型はA型。

## 来歴
- 2003年、朝倉ひさみ、坪水恵美、橋本紗和と共に全日本GT選手権イメージガール『tiara』（ティアラ）に就任。
- 2005年、ingsイメージガール『AZURE』（アジュール）のメンバーとなる[1]。
- 2007年3月、『AZURE』活動休止。その後スタイルコーポレーションを退所した。
- 2009年9月21日に台場・潮風公園で行われた『イングス同窓会』に出演。現在はネイルサロンに勤務していることを明かした。

## 作品
- 「Jumpy」（DVD・2003年5月）
- 「Love Letter」（DVD・2005年3月）
- 「grown」（DVD・2005年9月）

### tiara
- 「Girls Be Ambitious!」（CD・2003年9月）
- 「Road Of tiara」（DVD・2004年2月）

### AZURE
- 「Into the SKY」（CD・2005年5月）
- 「Auto Gallery Tokyo presents “REALISE”Grand Dance Trax」（CD・2005年7月）
- 「DEAR GIRL’S」（DVD・2006年2月）
- 「SAY GOOD-BYE TO WINGS」（DVD・2007年3月）